# Planetário de Pamplona
O Planetário de Pamplona (em basco: Iruñeko planetarioa), também chamado Pamplonetario é um centro cultural de divulgação científica e tecnológica situado na capital da Comunidade Foral de Navarra, Pamplona, Espanha. A instituição é uma iniciativa do Governo de Navarra, através do seu Departamento de Educação e Cultura, foi co-financiada pela Caja de Ahorros de Navarra e é gerido pela empresa pública Planetario de Pamplona, S.A. Foi inaugurado pela Infanta Cristina no dia 26 de novembro de 1993. Recebe cerca de 250 000 visitas anualmente. É dirigido pelo astrofísico e divulgador científico basco Javier Armentia.
O edifício, de estilo moderno mas com ressonâncias e proporções clássicas, está harmoniosamente integrado no Parque Yamaguchi, um dos muitos jardins de Pamplona, cujo nome e inspiração nipónica se devem ao facto de Pamplona e a cidade japonesa de Yamaguchi estarem geminadas. Concebido como uma homenagem às quatro estações, o parque foi desenhado com a colaboração de paisagistas japoneses.
O planetário tem uma cúpula de vinte metros de diâmetro, a maior de Espanha, situada na Sala Tornamira, na qual se exibem programas de divulgação científica. A sala está equipada com um projetor de estrelas, outros 70 projetores e outros sistemas audiovisuais. O planetário projeta mais de 20 programas diferentes por ano, cujo objetivo é transmitir de forma recreativa as últimas descobertas astronómicas. Além da sala de projeções tem a sala de conferências Ibn'Ezra (batizada em honra do intelectual judeu ibérico nascido em Navarra Abraão ibn Ezra), com capacidade para 250 pessoas, e uma área de 400 m² para exposições, na qual não há exposições fixas, antes se vai mudando periodicamente o que está exposto. Anualmente são organizadas cerca de 15 exposições.
É oferecida ao público uma grande variedade de projeções, como viagens pelo espaço em que podem ser vistas mais de 9 000 estrelas, o nascimento e morte destas e testemunhar o nascimento do universo recostando-se num assento.